# Rikard Long
Richard Sigmund Long kaldet Rikard Long (født 23. januar 1889 i Tórshavn, død 16. december 1977 smst.), var en færøsk lærer, forfatter og politiker (FF).
Han var søn af Svanhilda Pálsson fra Vágur og danskeren Georg Long fra København. Han tog examen artium i 1907 og filosofikum i 1909. Long begyndte at studere ved Københavns Universitet i 1909, først medicin og senere sprog, men aflagde aldrig nogen eksamen. Han var lærer ved Tórshavn skipperskole (Tórshavnar skiparaskúli) 1914–1916 og 1919–1920, samt lærer ved Færøernes middel- og realskole (Føroya Millum- og Realskúli) 1921–1954.
Long var formand i Studenterforeningen 1916–1918 i København, Havnar Sjónleikarfelag 1928–1930, Føroya Ungmannafelag 1932–1943, Føroya Lærarafelag 1933–1942. Betyrelsesmedlem i Varðin 1919–1950, og formand 1935–1950. Long var valgt til Lagtinget fra Suðurstreymoy 1943–1958, og var minister og vicelagmand i Kristian Djurhuus' første regering 1950–1954.
Long var en af Færøernes mest anerkendte litteraturkritikere, og blev tildelt M.A. Jacobsens Heiðursløn for skønlitteratur i 1976.